# Boethus thoracicus
Boethus thoracicus är en stekelart som först beskrevs av Giraud 1872.  Boethus thoracicus ingår i släktet Boethus och familjen brokparasitsteklar. Inga underarter finns listade.